# Leucania vittata
Leucania vittata là một loài bướm đêm trong họ Noctuidae.